# Daguanyuan
Daguanyuan (chin. upr. 大观园, chin. trad. 大觀園, pinyin Dàguānyuán) – park miejski położony w dzielnicy Xuanwu w Pekinie. W przeciwieństwie do większości parków w mieście nie ma historycznych korzeni; został stworzony od podstaw w latach 1984–1989 na potrzeby kręconego przez CCTV serialu opartego na powieści Sen czerwonego pawilonu Cao Xueqina. Od tego czasu stał się jedną z najważniejszych atrakcji turystycznych Pekinu.
Park został stworzony dokładnie na podstawie opisów fikcyjnego ogrodu, pojawiającego się na kartach powieści Cao Xueqina. Obejmuje powierzchnię 110,000 m², z czego 24,000 m² zajmują zbiorniki wodne. Znajduje się w nim ponad 40 różnych budowli: pawilony, mostki, buddyjska świątynia, a także hotel i restauracja. Cały park otoczono murem, zaś przy głównej bramie ustawiono dwa kamienne lwy, wyrzeźbione przez artystów z prowincji Hebei. Na jego terenie rośnie ponad 2000 różnych gatunków kwiatów i drzew.
Co roku w Święto Środka Jesieni w parku odbywają się rozmaite festyny i pokazy, w tym przedstawienia sztuki opartej na powieści Sen czerwonego pawilonu.